# Rhyacophila grandis
Rhyacophila grandis är en nattsländeart som beskrevs av Banks 1911. Rhyacophila grandis ingår i släktet Rhyacophila och familjen rovnattsländor. Inga underarter finns listade i Catalogue of Life.